# Neanuridae

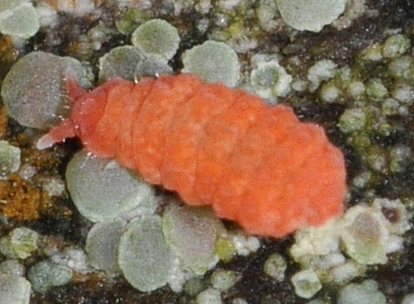
Bilobella braunerae

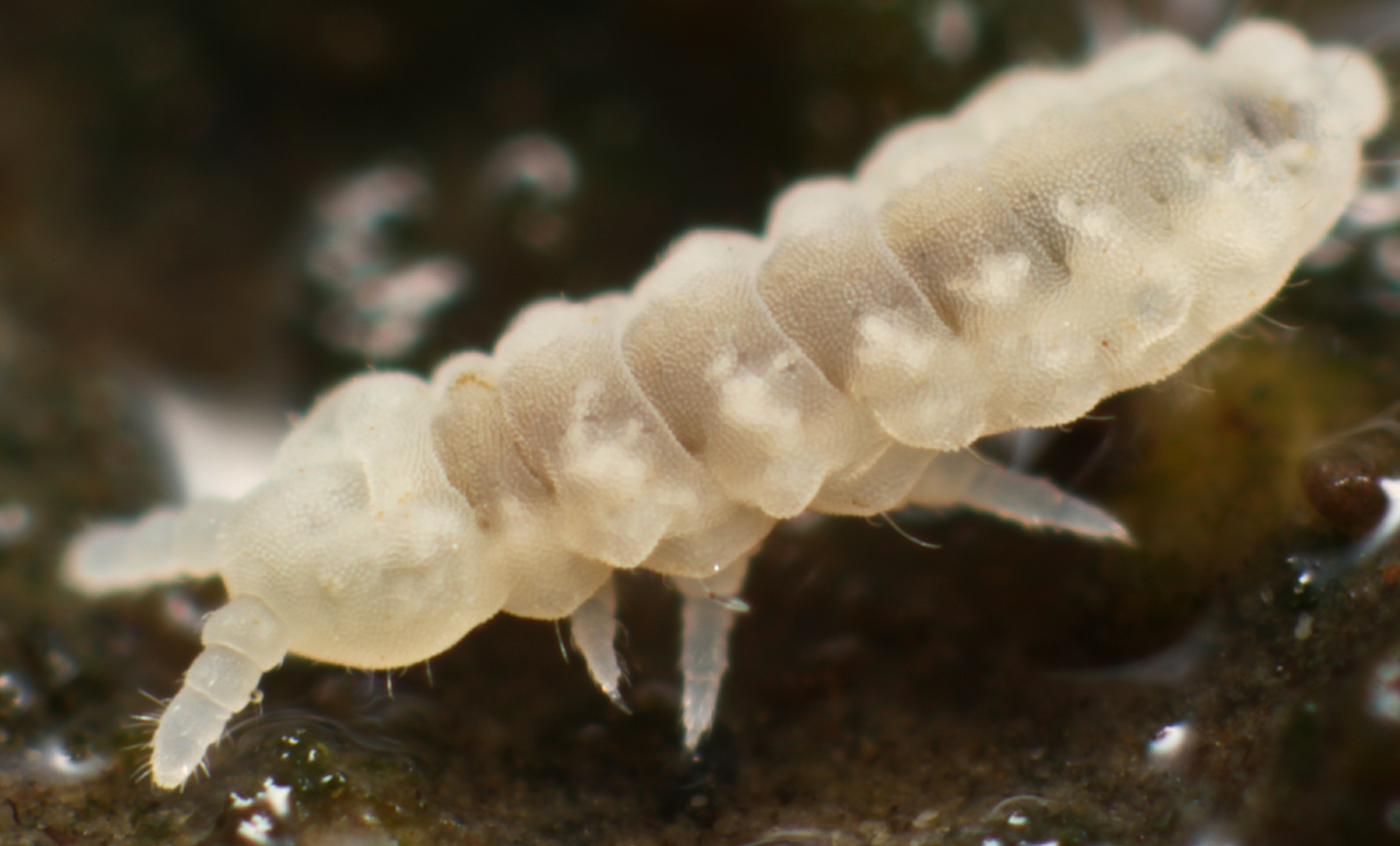
Anurida granaria

Neanuridae es una familia en Collembola, del orden Poduromorpha. Sus especies son colembolos regordetes de patas cortas. La familia fue creada en 1901 por Carl Börner.

## Sistemática
Las seis subfamilias reconocidas en la actualidad son:

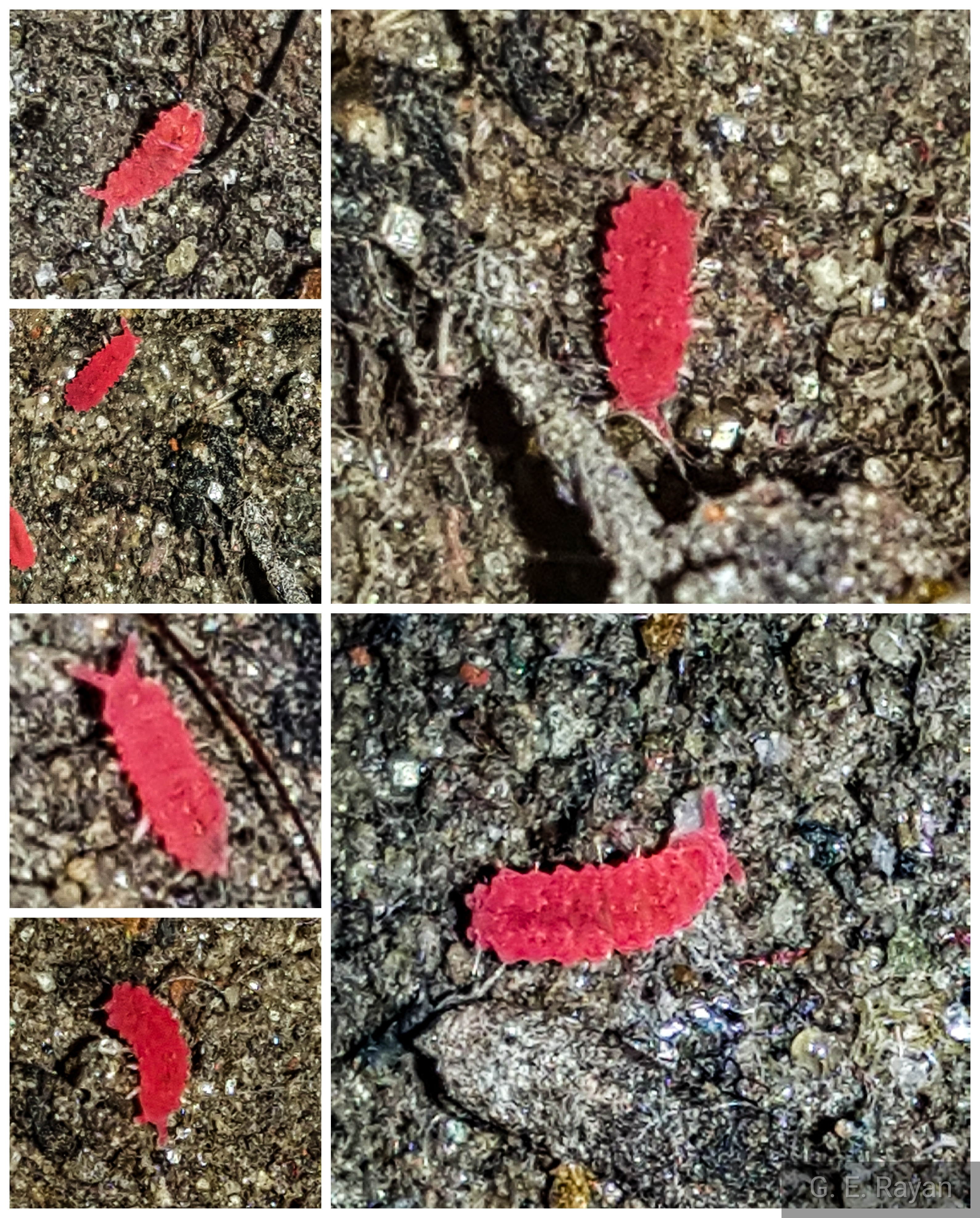
Collembolas rojos poduromorfos (subfamilia Neanurinae) arrastrándose, en vez de sltando, en un trozo de tierra húmeda en Daca, Bangladés.

- Caputanurininae
- Frieseinae
- Morulininae
- Neanurinae
- Pseudachorutinae
- Uchidanurinae

## Géneros
Los siguientes 96 géneros corresponden a la familia Neanuridae:
- Adbiloba Stach, 1951 g
- Aethiopella Handschin, 1942 i c g
- Aethiopellina Delamare, 1951 g
- Albanura Deharveng, 1982 g
- Americanura Cassagnau, 1983 g
- Anurida Laboulbene, 1865 i c g b
- Anuridella Willem, 1906 i c g
- Arlesia Handschin, 1942 g
- Australonura c g
- Balkanura Cassagnau, 1978 g
- Bilobella Caroli, 1912 g b
- Blasconura Cassagnau, 1983 g
- Blasconurella g
- Caledonimeria Delamare-Deboutteville & Massoud, 1962 g
- Caledonura Deharveng, 1988 g
- Cansilianura Dallai & Fanciulli, 1983 g
- Caputanurina Lee, 1983 g
- Cassagnaudina Massoud, 1967 g
- Catalanura Deharveng, 1982 g
- Cephalachorutes Bedos & Deharveng, 1991 g
- Ceratrimeria c g
- Chirolavia g
- Crossodonthina c g
- Cryptonura Cassagnau, 1979 g
- Delamarellina c g
- Denisimeria Massoud, 1964 g
- Deutonura Cassagnau, 1979 g
- Digitanura Deharveng, 1987 g
- Echinanura Carpenter, 1935 g
- Ectonura Cassagnau, 1980 g
- Edoughnura Deharveng, Hamra Kroua & Bedos, 2007 g
- Endonura Cassagnau, 1979 g
- Forsteramea c g
- Friesea Dalla Torre, 1895 i c g
- Furculanurida Massoud, 1967 g
- Galanura Smolis, 2000 g
- Gamachorutes Cassagnau, 1978 g
- Gastranurida Bagnall, 1949 g
- Gisinea Massoud, 1965 g
- Gnatholonche c g
- Hemilobella c g
- Holacanthella c g
- Honduranura g
- Hylaeanura Arlé, 1966 g
- Imparitubercula Stach, 1951 g
- Israelimeria Weiner & Kaprus, 2005 g
- Itanura g
- Lanzhotia Rusek, 1985 g
- Lathriopyga Caroli, 1910 g
- Lipura Burmeister, 1838 g
- Lobella (Neanura) ornata Folsom g b
- Lobellina Yosii, 1956 g
- Meganurida Carpenter, 1935 g
- Micranurida Börner, 1901 g
- Minotaurella Weiner, 1999 g
- Monobella Cassagnau, 1979 g
- Morulina Borner, 1906 i c g b
- Morulodes b
- Neanura MacGillivray, 1893 i c g b
- Neanurella Cassagnau, 1968 g
- Neotropiella Handschin, 1942 g
- Oudemansia Schött, 1893 i c g
- Paleonura c g
- Paralobella Cassagnau & Deharveng, 1984 g
- Paranura Axelson, 1902 i c g
- Parectonura Deharveng, 1988 g
- Persanura g
- Philotella Najt & Weiner, 1985 g
- Platanurida c g
- Pongeia Najt & Weiner, 2002 g
- Pratanurida Rusek, 1973 g
- Pronura Delamare-Deboutteville, 1953 g
- Protachorutes Cassagnau, 1955 g
- Protanura Borner, 1906 g
- Protodontella Christiansen & Nascimbene, 2006 g
- Pseudachorudina c g
- Pseudachorutella Stach, 1949 g
- Pseudachorutes Tullberg, 1871 i c g b
- Pseudanurida Schött, 1901 g
- Pseudoxenylla Christiansen & Pike, 2002 g
- Pumilinura Cassagnau, 1978 g
- Quatacanthella c g
- Rapoportella Ellis & Bellinger, 1973 g
- Rusekella Deharveng, 1982 g
- Sensillanura Deharveng, 1981 g b
- Siamanura Deharveng, 1987 g
- Simonachorutes g
- Stachorutes Dallai, 1973 g
- Tabasconura g
- Telobella Cassagnau, 1983 g
- Thaumanura Börner, 1932 g
- Tremoisea Cassagnau, 1973 g
- Vitronura Yosii, 1969 g b
- Yuukianura Yosii, 1955 g
- Zealandmeria c g
- Zelandanura c g

Fuentes de información: i = ITIS, c = Catalogue of Life, g = GBIF, b = Bugguide.net